# 二十五酸
二十五酸是一种拥有25个碳原子的长链饱和脂肪酸，化学式为CH3(CH2)23COOH。
二十五酸是一种蜡酸，其羧酸酯是褐煤蜡和蜂蜡的成分。它的三酸甘油酯还痕量存在于花生油和南瓜籽油，也存在于乳制品中。二十五酸也存在于某些植物中，例如鼠尾草属和杜鹃花属。